# 監 (行政區劃)
監是古代中國宋朝時期，與州相當的一級行政地方，一般設置於軍事要地，如荊湖南路桂陽監（今湖南省桂陽縣）等。

## 北宋的監
| 路       | 監     | 县              |
| 荊湖南路 | 桂陽監 | 平阳县 \|蓝山县 |
| 成都府路 | 陵井監 | 仁寿 \|井研     |
| 梓州路   | 富順監 | 富顺县          |
| 夔州路   | 大寧監 | 大昌县          |

## 南宋的監
| 路       | 監     | 县     |
| 潼川府路 | 富順監 | 富顺县 |
| 夔州路   | 大寧監 | 大昌县 |